# Mount Fuller
Mount Fuller är ett berg i Antarktis. Det ligger i Östantarktis. Nya Zeeland gör anspråk på området. Toppen på Mount Fuller är 1 925 meter över havet.
Terrängen runt Mount Fuller är varierad. Trakten är obefolkad. Det finns inga samhällen i närheten. 